# Go Daddy
Go Daddy — приватна американська компанія, що переважно надає послуги хостингу та реєєстрації доменних імен для малого бізнесу та приватних осіб. Компанія є найбільшим у світі реєстратором доменних імен.
GoDaddy Group підтримує близько 30 мільйонів доменних імен у найбільших доменних зонах першого рівня, включаючи .com, .org, .net, .biz, .info.

## Історія
GoDaddy була заснована в 1997 році в Фініксі, штат Аризона, підприємцем Бобом Парсонсом. До заснування GoDaddy, Парсонс продав свою компанію з фінансового програмного забезпечення Parsons Technology компанії Intuit за 65 мільйонів доларів у 1994 році. Він вийшов на пенсію в 1997 році, щоб запустити Jomax Technologies (названу на честь дороги в Феніксі, Аризона), яка стала GoDaddy. Group Inc. GoDaddy отримала стратегічні інвестиції у 2011 році від фондів прямих інвестицій KKR, Silver Lake та Technology Crossover Ventures.
Штаб-квартира компанії була розташована в Скоттсдейлі, штат Аризона, до квітня 2021 року, а потім переїхала в Темпе, штат Аризона. 

### Назва компанії
У 1999 році група співробітників Jomax Technologies проводила мозковий штурм і вирішила змінити назву компанії. Один зі співробітників сказав: «А як щодо Big Daddy?» Однак доменне ім’я вже було придбано, тому Парсонс відповів: «Як щодо Go Daddy?» Ім’я було доступне, тому він його купив. Парсонс сказав, що компанія закріпилася за назвою, тому що вона змушувала людей посміхатися і запам’ятати її. У лютому 2006 року компанія змінила назву з «Jomax Technologies» на «GoDaddy».
На оригінальному логотипі GoDaddy був зображений чоловік у мультяшному стилі з розпущеним волоссям у сонцезахисних окулярах. У січні 2020 року GoDaddy представила новий логотип із простим шрифтом без засічок і дизайном у формі серця, на якому написано «GO».

### Зростання компанії
У 2001 році, незабаром після того, як Network Solutions більше не було єдиним місцем для реєстрації домену, GoDaddy був приблизно такого ж розміру, як і конкуренти Dotster та eNom.
У квітні 2005 року GoDaddy став найбільшим акредитованим ICANN реєстратором в Інтернеті.
Станом на 2018 рік GoDaddy є найбільшим у світі вебхостом за часткою ринку з понад 62 мільйонами зареєстрованих доменів.
У березні 2018 року Amazon Web Services (AWS) оголосила, що GoDaddy переносить переважну більшість своєї інфраструктури на AWS в рамках багаторічного переходу. 

## Інфраструктура
У 2013 році GoDaddy був визнаний найбільшим акредитованим ICANN реєстратором у світі, що в чотири рази перевищує його найближчого конкурента. Вони також мають об'єкт площею 270 000 квадратних футів (25 000 м2) у Фініксі, штат Аризона.